# Горюнов, Пётр Максимович
Пётр Макси́мович Горюно́в (1902, Каменка, Российская империя — 23 декабря 1943, Ковров, СССР) — советский конструктор стрелкового оружия. Лауреат Сталинской премии первой степени.

## Биография
Родился в 1902 году в деревне Каменка Московской области в бедной крестьянской семье, окончил три класса церковно-приходской школы в своём селе. С 1916 года работал в должности слесаря на Коломенском машиностроительном заводе. С 1918 по 1923 год служил в РККА, после чего продолжил трудиться на заводе.
Зимой 1930 года на завод приехал военный представитель Ковровского оружейно-пулемётного завода. Горюнов встретился с ним и высказал свою мечту об усовершенствовании «Максима». Военпред записал его данные, а вскоре Горюнову пришло приглашение к новому месту работы. В марте того же года Пётр переехал в Ковров и поступил на Ковровский завод слесарем-монтажником. В декабре 1931 года он получил должность техника в бюро рационализации и изобретательства, а в феврале 1933 — перешёл в опытную мастерскую завода в качестве слесаря-отладчика.

О себе заявил ещё один конструктор, дотоле неизвестный. Им был Пётр Максимович Горюнов, работавший на Ковровском заводе. Он был немолод, с нами проработал лет пятнадцать, слыл изумительным мастером, но никогда не проявлял себя ни как изобретатель, ни как конструктор.
И вдруг однажды чуть свет Горюнов является ко мне с большим свёртком. Это было летом 1942 года.
— Василий Алексеевич, посмотрите на модель моего пулемёта. Много раз собирался к вам, да всё как-то стыдился.
Я осмотрел модель Горюнова и, признаюсь, не поверил своим глазам. Модель была задумана с учётом новейших достижений оружейной автоматики.
— Когда же ты это сделал, Максимыч? — спросил я.
— Задумал давно, а модель собрал в последнее время, когда прослышал, что перед нами поставлена задача создать новый станковый пулемёт.
— В. А. Дегтярёв
Станок для пулемёта был разработан В. А. Дегтярёвым. Постановлением ГКО СССР № 3575 от 16 июня 1943 года 7,62-мм станковый пулемёт системы Горюнова образца 1943 года (СГ) на колёсном станке конструкции Дегтярёва был принят на вооружение Красной Армии.
Пётр Максимович скоропостижно скончался 23 декабря 1943 года, вернувшись из Москвы, где отлаживал свои пулемёты перед отправкой на фронт. Похоронен в Коврове.
В 1946 году Горюнову посмертно, в числе других конструкторов, принимавших участие в разработке СГ-43, была присуждена Сталинская премия.

## Награды и премии
- орден «Знак Почёта» (1942)[1];
- орден Трудового Красного Знамени (1943);
- Сталинская премия первой степени (1946[к. 2] — посмертно)[5][6].

## Память
- 12 июня 2015 года в Коврове, на доме в котором жил Пётр Горюнов, установили мемориальную доску[7].
- 7 февраля 2020 года Банк России выпустил в обращение памятную монету номиналом 25 рублей «Конструктор оружия П. М. Горюнов» из серии «Оружие Великой Победы» (конструкторы оружия)[8];

### Комментарии
1. ↑  В. А. Дегтярёв, В. Е. Воронков и М. М. Горюнов.
2. ↑  За создание станкового пулемёта, получившего широкое применение на фронте.